# Evolution-Data Optimized

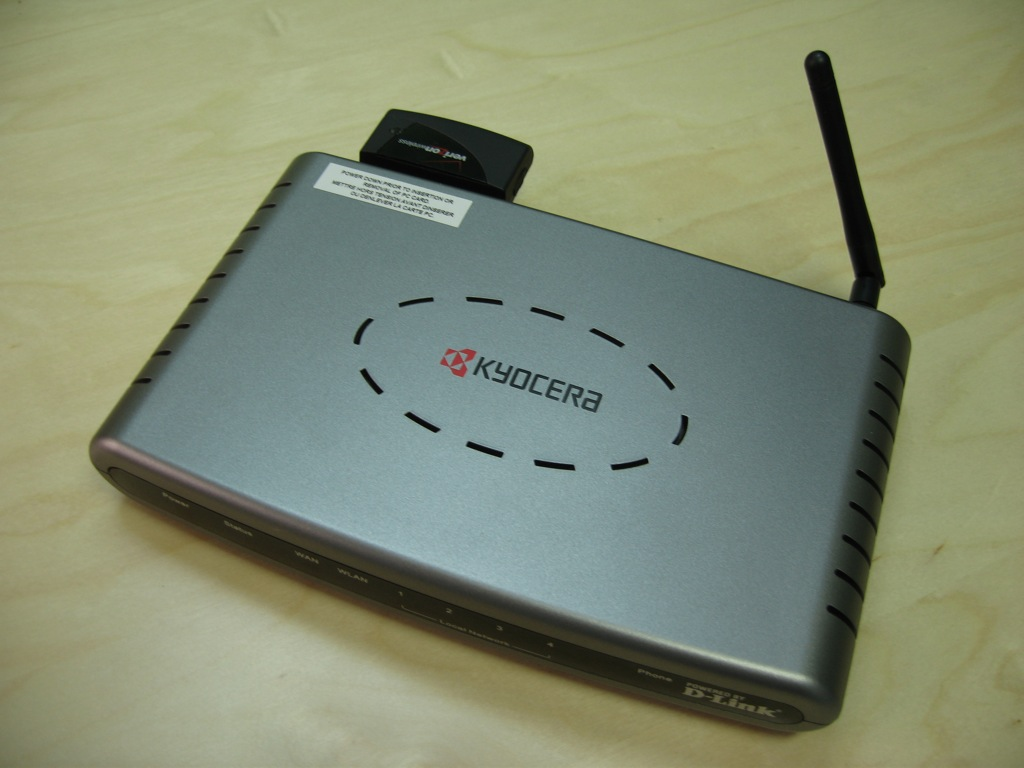
Un encaminador Kyocera PC Card EV-DO amb Wi-Fi

Evolution-Data Optimized (EV-DO, EVDO, etc.) és un estàndard de telecomunicacions per a la transmissió sense fil de dades a través de senyals de ràdio, normalment per a l'accés a Internet de banda ampla. EV-DO és una evolució de l'estàndard CDMA2000 (IS-2000) que admet altes taxes de dades i es pot desplegar juntament amb els serveis de veu d'un operador sense fil. Utilitza tècniques de multiplexació avançades, com ara l'accés múltiple per divisió de codi (CDMA), així com la multiplexació per divisió de temps (TDM) per maximitzar el rendiment. Forma part de la família d'estàndards CDMA2000 i ha estat adoptat per molts proveïdors de serveis de telefonia mòbil d'arreu del món, especialment aquells que abans utilitzaven xarxes CDMA. També s'utilitza a la xarxa telefònica per satèl·lit Globalstar.

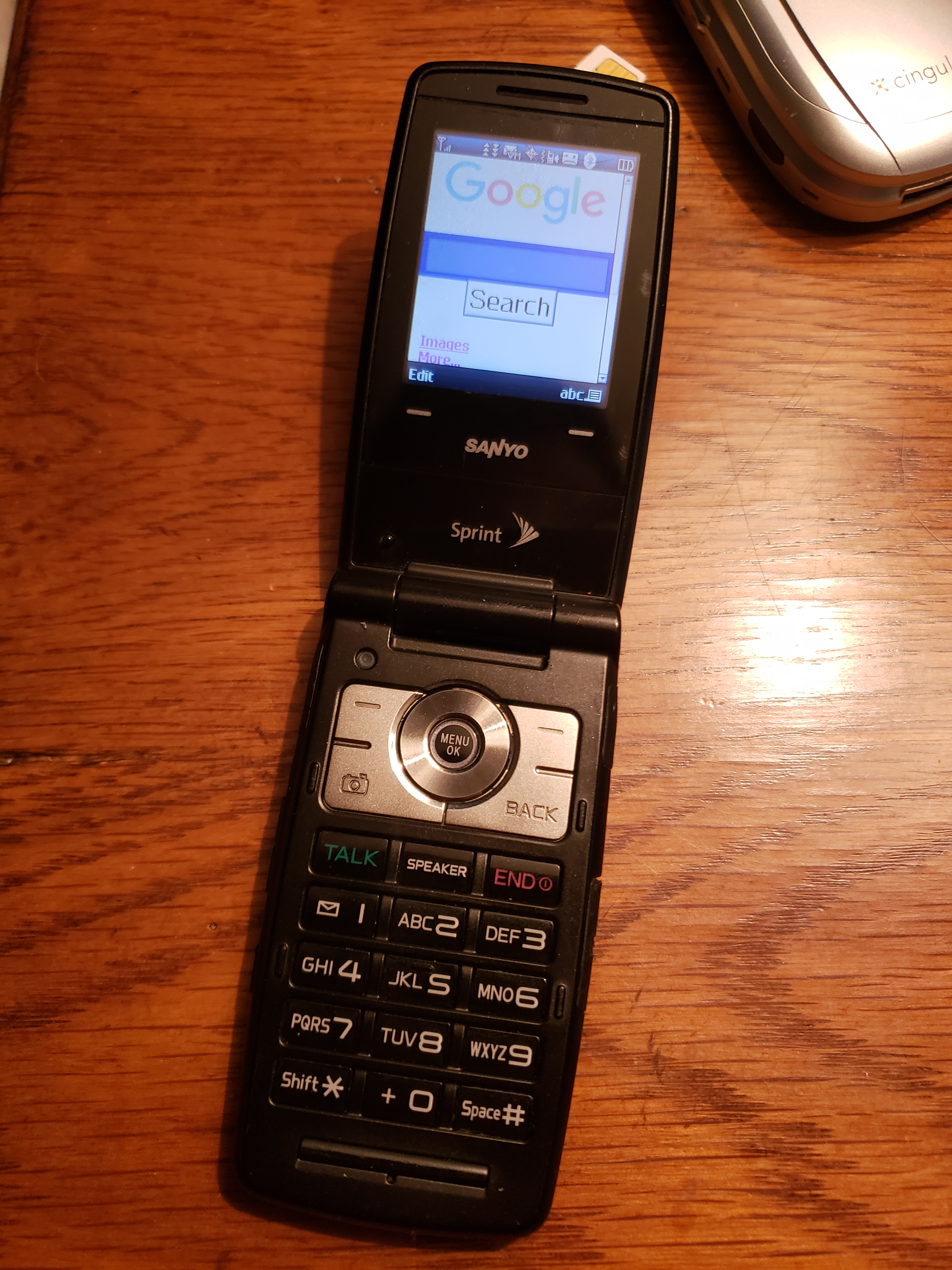
Telèfon mòbil Sanyo Katana connectat a Internet mitjançant EV-DO

El servei EV-DO es va suspendre a gran part del Canadà el 2015.
Un canal EV-DO té una amplada de banda d'1,25 MHz, la mateixa mida d'amplada de banda que utilitzen IS-95A (IS-95) i IS-2000 (1xRTT), encara que l'estructura del canal és molt diferent. La xarxa de fons està totalment basada en paquets i no està restringida per les restriccions que solen estar presents en una xarxa de commutació de circuits.
La funció EV-DO de les xarxes CDMA2000 proporciona accés a dispositius mòbils amb velocitats d'interfície aèria d'enllaç directe de fins a 2,4 Mbit/s amb Rel. 0 i fins a 3,1 Mbit/s amb Rev. A. La velocitat d'enllaç invers per a Rel. 0 pot funcionar fins a 153 kbit/s, mentre que Rev. A pot funcionar fins a 1,8 Mbit/s. Va ser dissenyat per funcionar d'extrem a extrem com a xarxa basada en IP i pot suportar qualsevol aplicació que pugui funcionar amb aquesta xarxa i amb restriccions de velocitat de bits.

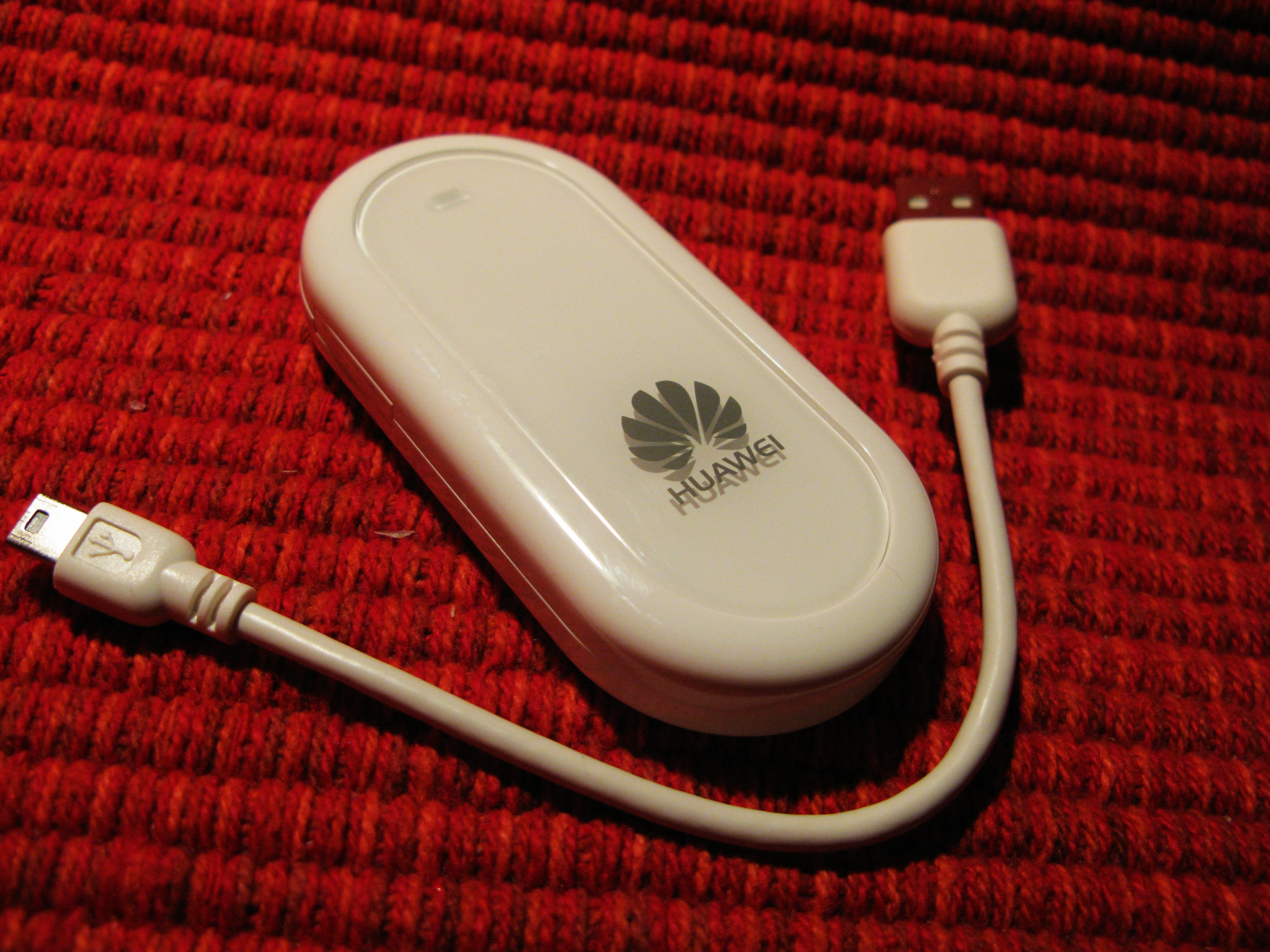
Mòdem sense fil USB Huawei CDMA2000 EV-DO

## Revisions estàndard
Hi ha hagut diverses revisions de l'estàndard, començant per la versió 0 (Rel. 0). Més tard, es va ampliar amb la revisió A (Rev. A) per donar suport a la qualitat del servei (per millorar la latència) i tarifes més altes en l'enllaç directe i invers. A finals de 2006, es va publicar la Revisió B (Rev. B), les característiques de la qual inclouen la capacitat d'agrupar múltiples operadors per aconseguir tarifes encara més altes i latències més baixes (vegeu TIA-856 Rev. B més avall). L'actualització d'EV-DO Rev. A a Rev. B implica una actualització de programari del mòdem del lloc de la cèl·lula i equips addicionals per als nous operadors EV-DO. És possible que els operadors cdma2000 existents hagin de resintonitzar alguns dels seus canals 1xRTT existents a altres freqüències, ja que la Rev. B requereix que tots els operadors DO estiguin a 5 MHz.

### EV-DO Rel. 0 (TIA-856 versió 0)
El disseny inicial d'EV-DO va ser desenvolupat per Qualcomm l'any 1999 per complir els requisits IMT-2000 per a un enllaç descendent de més de 2 Mbit/s per a comunicacions estacionàries, a diferència de la comunicació mòbil (és a dir, servei de telefonia mòbil mòbil). Inicialment, l'estàndard es va anomenar High Data Rate (HDR), però es va canviar el nom a 1xEV-DO després de ser ratificat per la Unió Internacional de Telecomunicacions (ITU) amb la designació TIA-856 . Originalment, 1xEV-DO significava "1x Evolution-Data Only", referint-se a que és una evolució directa de l'estàndard d'interfície aèria 1x (1xRTT), amb els seus canals només transportant trànsit de dades. El títol del document estàndard 1xEV-DO és "cdma2000 High Rate Packet Data Air Interface Specification", ja que cdma2000 (en minúscula) és un altre nom per a l'estàndard 1x, designat numèricament com a TIA-2000.

### EV-DO Rev. A (TIA-856 Revisió A)
La revisió A d'EV-DO fa diverses addicions al protocol alhora que el manté completament compatible amb la versió 0.
Aquests canvis inclouen la introducció de diverses noves taxes de dades d'enllaç directe que augmenten la velocitat de ràfega màxima de 2,45 Mbit/s a 3,1 Mbit/s. També es van incloure protocols que disminuirien el temps d'establiment de la connexió (anomenat canal d'accés millorat MAC), la capacitat per a més d'un mòbil de compartir la mateixa franja horària (paquets multiusuari) i la introducció de senyals de QoS. Tot això es va posar en marxa per permetre comunicacions de baixa latència i velocitat de bits baixa, com ara VoIP.

### EV-DO Rev. B (TIA-856 Revisió B)
EV-DO Rev. B és una evolució multiportadora de l'especificació Rev. A. Manté les capacitats d'EV-DO Rev. A i ofereix les millores següents:
- Tarifes més altes per operador (fins a 4,9 Mbit/s a l'enllaç descendent per operador). S'espera que els desplegaments típics incloguin 2 o 3 operadors per a una velocitat màxima de 14,7 Mbit/s. Les tarifes més altes en agrupar diversos canals milloren l'experiència de l'usuari i permeten nous serveis com ara la transmissió de vídeo d'alta definició.
- Latència reduïda mitjançant l'ús de multiplexació estadística entre canals; millora l'experiència dels serveis sensibles a la latència, com ara jocs, videotelefonia, sessions de consola remota i navegació web.
- Augment del temps de conversa i temps d'espera
- Interferències reduïdes dels sectors adjacents, especialment als usuaris a la vora del senyal de la cèl·lula, la qual cosa millora les taxes que es poden oferir mitjançant la reutilització de freqüència híbrida.
- Suport eficient per a serveis que tenen requisits asimètrics de baixada i càrrega (és a dir, diferents velocitats de dades necessàries en cada direcció), com ara transferències de fitxers, navegació web i lliurament de contingut multimèdia de banda ampla.

### EV-DO Rev. C (TIA-856 Revisió C) i TIA-1121
Qualcomm es va adonar des del principi que EV-DO era una solució provisional i va preveure una propera guerra de formats entre LTE i va determinar que caldria un nou estàndard. Qualcomm va anomenar originalment aquesta tecnologia EV-DV (Evolution Data and Voice). A mesura que EV-DO es va fer més omnipresent, EV-DV va evolucionar cap a EV-DO Rev C.
L'estàndard EV-DO Rev. C va ser especificat per 3GPP2 per millorar l'estàndard de telèfon mòbil CDMA2000 per a les aplicacions i els requisits de la propera generació. Va ser proposat per Qualcomm com el camí d'evolució natural per a CDMA2000 i les especificacions van ser publicades per 3GPP2 (C.S0084-*) i TIA (TIA-1121) el 2007 i el 2008 respectivament.